# Galeriewagen

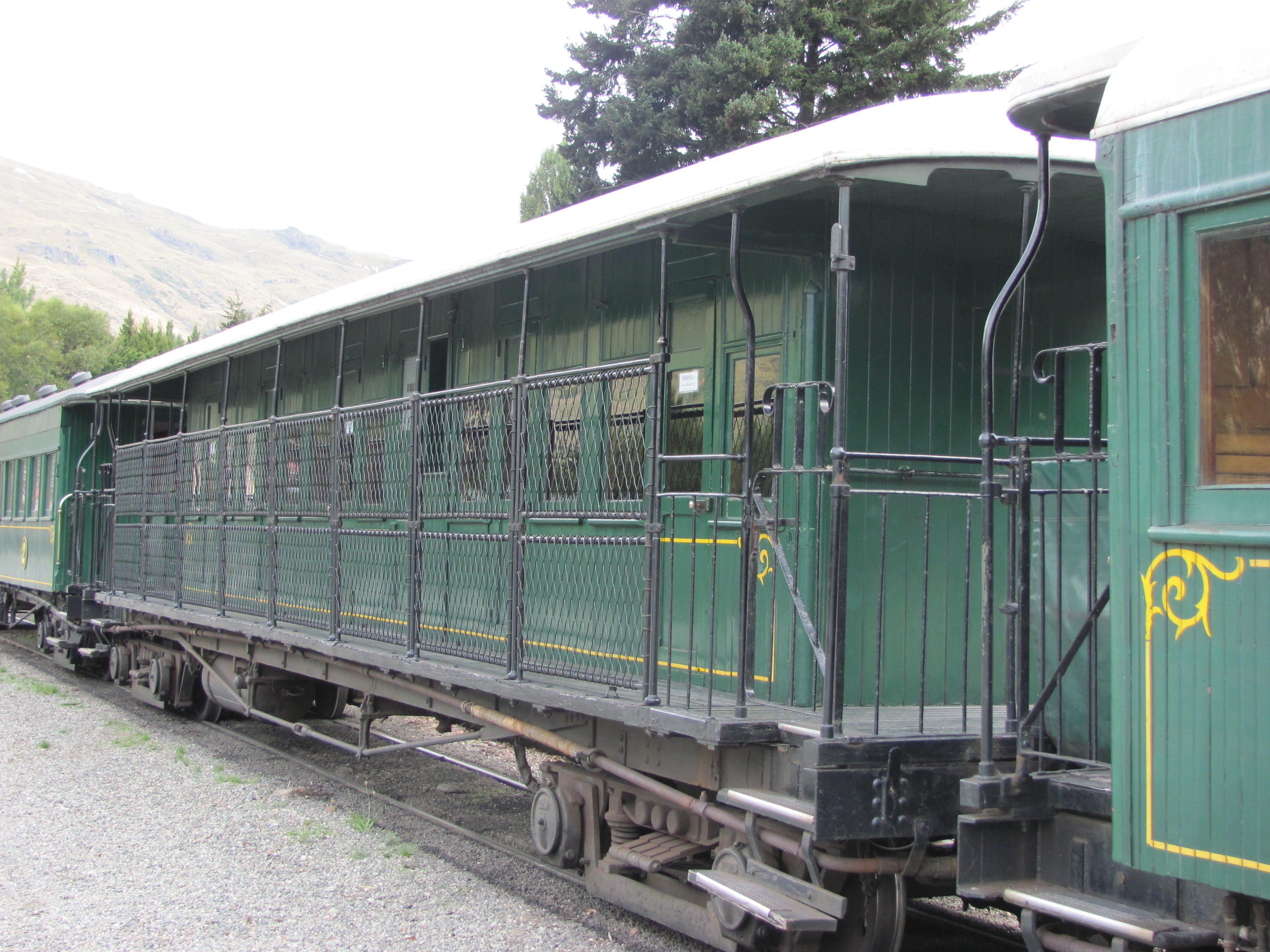
Galeriewagen 1. Klasse der Museumseisenbahn „Kingston Flyer“, Neuseeland

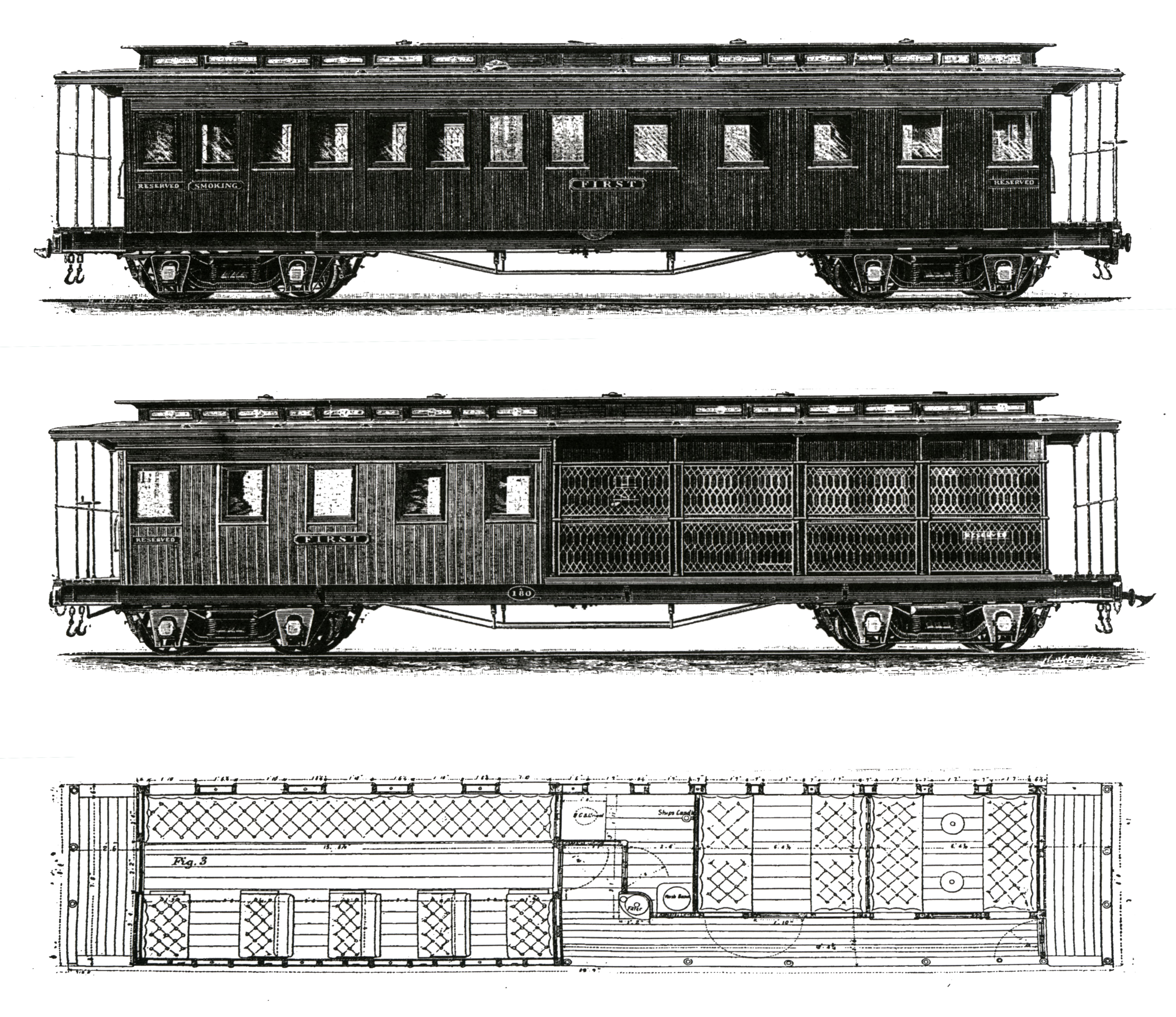
Halb-Galeriewagen der neuseeländischen Eisenbahn, 1890er Jahre

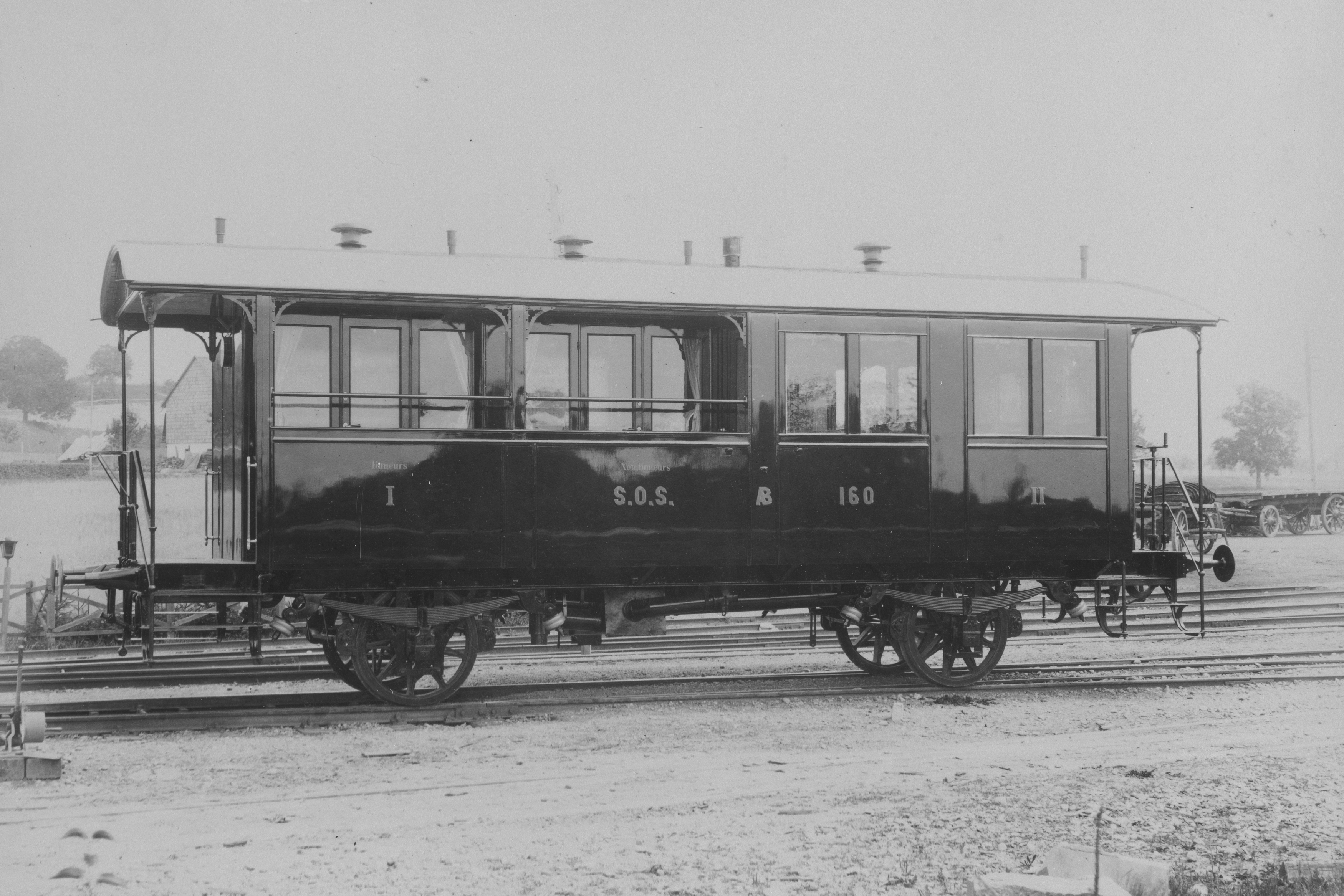
Halb-Galeriewagen der Suisse-Occidentale

Der Galeriewagen war eine spezielle Bauart von Eisenbahnwagen und wurden im ersten Jahrhundert der Eisenbahn gebaut und eingesetzt.
Ein Galeriewagen besitzt einen offenen Seitengang und ist in seiner allgemeinen Anordnung den Durchgangswagen mit Seitengang ähnlich. Er unterscheidet sich von diesen Fahrzeugen dadurch, dass beim Galeriewagen der Seitengang nur durch ein Geländer nach außen abgeschlossen ist und die seitliche Verlängerung des Wagendachs über die Kastenwand die Gangüberdachung bildet, deren Saum durch eine Anzahl von Säulen unterstützt wird.
Galeriewagen wurden unter anderem durch die der schweizerischen Postverwaltung gehörenden Postwagen auf der Gotthardbahn bekannt. Grund für diese spezielle Bauweise war die Sicherung des Postgeheimnisses, die den Zutritt von postfremden Personen in die Postabteile nicht zuließ. Aber auch Wagen der 1. und 2. Klasse mit Galerie gab es bei der Gotthardbahn und anderen schweizerischen Bahngesellschaften. Auch die schmalspurige Brünigbahn und die österreichische Südbahn hatten Galeriewagen angeschafft. Die Serbische Eisenbahn verfügte über entsprechende Wagen, die bei Ganz in Ungarn gebaut worden waren. Die neuseeländische Eisenbahn setzte solche Fahrzeuge am Ende des 19. Jahrhunderts regelmäßig in der 1. Klasse ein. Es gab sie auch in der Bauart, dass die Galerie nur über eine Wagenhälfte reichte. In Algerien hatte die Eisenbahn von Bône nach Guelma ebenfalls Galeriewagen im Einsatz.

## Quelle
- Galeriewagen. In: Victor von Röll (Hrsg.): Enzyklopädie des Eisenbahnwesens. 2. Auflage. Band 5: Fahrpersonal–Gütertarife. Urban & Schwarzenberg, Berlin / Wien 1914, S. 252–253.